# Berberis masafuerana
Berberis masafuerana là một loài thực vật có hoa trong họ Hoàng mộc. Loài này được Skottsb. mô tả khoa học đầu tiên năm 1922.